# Campeonato Europeu de Atletismo Sub-23 de 1997
O Campeonato Europeu de Atletismo Sub-23 de 1997, anteriormente chamado Copa Europeia de Atletismo Sub-23, foi a 1ª edição sob nova nomenclatura do campeonato, organizado pela Associação Europeia de Atletismo (AEA) em Turku, na Finlândia, entre 10 e 13 de julho de 1997. Foram disputadas 43 provas no campeonato, no qual participaram 652 atletas de 37 nacionalidades.

## Resultados
Esses foram os resultados do campeonato. 
Masculino
| Evento                       | Ouro                                                                           | Ouro     | Prata                                                                                | Prata    | Bronze                                                                        | Bronze   |
| ---------------------------- | ------------------------------------------------------------------------------ | -------- | ------------------------------------------------------------------------------------ | -------- | ----------------------------------------------------------------------------- | -------- |
| 100 m                        | Angelos Pavlakakis · Grécia                                                    | 10.18    | Carlos Calado · Portugal                                                             | 10.29    | Marlon Devonish · Reino Unido                                                 | 10.32    |
| 200 m                        | Julian Golding · Reino Unido                                                   | 20.46    | Alessandro Attene · Itália                                                           | 20.68    | Ryszard Pilarczyk · Polónia                                                   | 20.87    |
| 400 m                        | Mark Hylton · Reino Unido                                                      | 45.71    | Piotr Haczek · Polónia                                                               | 45.72    | Kjell Provost · Bélgica                                                       | 45.99    |
| 800 m                        | Andrea Longo · Itália                                                          | 1:46.49  | André Bucher · Suíça                                                                 | 1:47.13  | Grzegorz Krzosek · Polónia                                                    | 1:47.45  |
| 1.500 m                      | Reyes Estévez · Espanha                                                        | 3:42.37  | Carlos García · Espanha                                                              | 3:43.24  | Alexandru Vasile · Roménia                                                    | 3:43.36  |
| 5.000 m                      | Simone Zanon · Itália                                                          | 13:45.90 | Rachid Berradi · Itália                                                              | 13:47.08 | Sergey Lukin · Rússia                                                         | 13:48.04 |
| 10.000 m                     | Rachid Berradi · Itália                                                        | 28:31.12 | Serhiy Lebid · Ucrânia                                                               | 28:39.71 | Simone Zanon · Itália                                                         | 28:56.33 |
| 110 m com barreiras          | Frank Busemann · Alemanha                                                      | 13.54    | Sven Pieters · Bélgica                                                               | 13.56    | Andrey Kislykh · Rússia                                                       | 13.56    |
| 400 m com barreiras          | Lukáš Souček · Chéquia                                                         | 49.08    | Marcel Schelbert · Suíça                                                             | 49.43    | Xavier Ravenet França                                                         | 49.63    |
| 3.000 m com obstáculo        | Luciano Di Pardo · Itália                                                      | 8:34.24  | Vincent Le Dauphin França                                                            | 8:36.92  | Konstantin Tomskiy · Rússia                                                   | 8:37.81  |
| Revezamento 4 x 100 metros   | Reino Unido · Dan Money · Marlon Devonish · Jamie Henthorn · Julian Golding    | 38.99    | Polónia · Marcin Krzywański · Dariusz Adamczyk · Piotr Balcerzak · Ryszard Pilarczyk | 39.27    | Alemanha · Alexander Kosenkow · Eduard Martin · Patrik Weimer · Uwe Eisenbeis | 39.45    |
| Revezamento 4 x 400 metros   | Polónia · Ryszard Pilarczyk · Piotr Długosielski · Jacek Bocian · Piotr Haczek | 3:03.07  | Chéquia · David Nikodým · Lukáš Souček · Jan Štejfa · Jiří Mužík                     | 3:04.13  | Alemanha · Thomas Goller · Maik Liebe · Lars Figura · Carlos Gachanja         | 3:04.32  |
| 20 km marcha atlética        | Aigars Fadejevs · Letónia                                                      | 1:19:58  | Paquillo Fernández · Espanha                                                         | 1:21:59  | Artur Meleshkevich · Bielorrússia                                             | 1:22:26  |
| Salto em altura              | Staffan Strand · Suécia                                                        | 2.28     | Martin Buß · Alemanha                                                                | 2.24     | Marcin Kaczocha · Polónia                                                     | 2.24     |
| Salto com vara               | Yevgeniy Smiryagin · Rússia                                                    | 5.70     | Montxu Miranda · Espanha                                                             | 5.50     | Petr Špaček · Chéquia                                                         | 5.50     |
| Salto em distância           | Carlos Calado · Portugal                                                       | 8.32     | Kirill Sosunov · Rússia                                                              | 8.30     | Olexiy Lukashevych · Ucrânia                                                  | 8.09     |
| Salto triplo                 | Vyacheslav Taranov · Rússia                                                    | 16.95    | Marat Safiullin · Rússia                                                             | 16.29    | Tayo Erogbobgo · Reino Unido                                                  | 16.28    |
| Arremesso de peso (6 kg)     | Conny Karlsson · Finlândia                                                     | 19.48    | Gunnar Pfingsten · Alemanha                                                          | 19.11    | Andreas Gustafsson · Suécia                                                   | 19.09    |
| Arremesso de disco (1,75 kg) | Andrzej Krawczyk · Polónia                                                     | 59.54    | Timo Sinervo · Finlândia                                                             | 57.20    | Kiril Chuprinin · Ucrânia                                                     | 56.78    |
| Arremesso de martelo (6 kg)  | Ivan Tsikhan · Bielorrússia                                                    | 77.46    | Szymon Ziółkowski · Polónia                                                          | 73.68    | Nikolay Avlasevich · Bielorrússia                                             | 72.40    |
| Lançamento de dardo          | Pietari Skyttä · Finlândia                                                     | 81.58    | Matti Närhi · Finlândia                                                              | 80.72    | Christian Nicolay · Alemanha                                                  | 78.18    |
| Decatlo                      | Klaus Isekenmeier · Alemanha                                                   | 7926     | Oleksandr Yurkov · Ucrânia                                                           | 7888     | Pierre-Alexandre Vial França                                                  | 7866     |

Feminino
| Evento                       | Ouro                                                                         | Ouro     | Prata                                                                             | Prata    | Bronze                                                                        | Bronze   |
| ---------------------------- | ---------------------------------------------------------------------------- | -------- | --------------------------------------------------------------------------------- | -------- | ----------------------------------------------------------------------------- | -------- |
| 100 m                        | Nora Ivanova · Bulgária                                                      | 11.50    | Esther Möller · Alemanha                                                          | 11.53    | Marie-Joelle Dogbo França                                                     | 11.54    |
| 200 m                        | Hana Benešová · Chéquia                                                      | 22.57    | Shanta Ghosh · Alemanha                                                           | 22.80    | Katia Benth França                                                            | 23.19    |
| 400 m                        | Allison Curbishley · Reino Unido                                             | 50.85    | Hana Benešová · Chéquia                                                           | 51.82    | Claudia Angerhausen · Alemanha                                                | 53.45    |
| 800 m                        | Irina Nedelenko · Ucrânia                                                    | 2:01.72  | Dorota Fiut · Polónia                                                             | 2:02.44  | Lyudmila Goncharova · Rússia                                                  | 2:02.72  |
| 1.500 m                      | Andrea Šuldesová · Chéquia                                                   | 4:13.92  | Lidia Chojecka · Polónia                                                          | 4:14.70  | Natalya Chernyshova · Ucrânia                                                 | 4:15.43  |
| 5.000 m                      | Oksana Zheleznyak · Rússia                                                   | 15:45.22 | Cristina Iloc · Roménia                                                           | 15:46.59 | Marta Domínguez · Espanha                                                     | 15:49.96 |
| 10.000 m                     | Olivera Jevtić · Iugoslávia                                                  | 32:44.22 | Annemari Sandell · Finlândia                                                      | 32:48.57 | Stine Larsen · Noruega                                                        | 33:11.09 |
| 100 m com barreiras          | Irina Korotya · Rússia                                                       | 12.97    | Diane Allahgreen · Reino Unido                                                    | 13.03    | Johanna Halkoaho · Finlândia                                                  | 13.35    |
| 400 m com barreiras          | Rikke Rønholt · Dinamarca                                                    | 57.22    | Vicki Jamison · Reino Unido                                                       | 57.43    | Małgorzata Pskit · Polónia                                                    | 57.68    |
| Revezamento 4 x 100 metros   | Alemanha · Esther Möller · Shanta Ghosh · Nancy Kette · Silke Eichmann       | 43.94    | Rússia · Yelena Tishkova · Irina Korotya · Olga Maksimova · Yuliya Vertyanova     | 44.41    | Itália · Elena Apollonio · Elena Sordelli · Manuela Grillo · Manuela Levorato | 44.73    |
| Revezamento 4 x 400 metros   | Reino Unido · icki Jamison · Jo Sloane · Jeina Mitchell · Allison Curbishley | 3:32.81  | Alemanha · Nicole Marahrens · Shanta Ghosh · Claudia Gesell · Claudia Angerhausen | 3:33.77  | Chéquia · Jitka Burianová · Eva Kasalová · Andrea Šuldesová · Hana Benešová   | 3:33.83  |
| 10 km marcha atlética        | Olga Panfyorova · Rússia                                                     | 43:33    | María Vasco · Espanha                                                             | 44:01    | Susana Feitor · Portugal                                                      | 44:26    |
| Salto em altura              | Yuliya Lyakhova · Rússia                                                     | 1.97     | Kajsa Bergqvist · Suécia                                                          | 1.93     | Daniela Rath · Alemanha                                                       | 1.91     |
| Salto com vara               | Eszter Szemerédi · Hungria                                                   | 4.10     | Janet Zach · Alemanha                                                             | 4.05     | Sabine Schulte · AlemanhaMonique de Wilt · Países Baixos                      | 3.80     |
| Salto em distância           | Tatyana Kotova · Rússia                                                      | 6.57     | Cristina Nicolau · Roménia                                                        | 6.43     | Sofia Schulte · Alemanha                                                      | 6.39     |
| Salto triplo                 | Cristina Nicolau · Roménia                                                   | 14.22    | Anja Valant · Eslovênia                                                           | 13.98    | Heli Koivula · Finlândia                                                      | 13.88    |
| Arremesso de peso (6 kg)     | Nadine Kleinert · Alemanha                                                   | 18.27    | Corrie de Bruin · Países Baixos                                                   | 18.06    | Yanina Karolchyk · Bielorrússia                                               | 13.98    |
| Arremesso de disco (1,75 kg) | Corrie de Bruin · Países Baixos                                              | 57.72    | Kathleen Hering · Alemanha                                                        | 56.78    | Yanina Karolchyk · Bielorrússia                                               | 56.36    |
| Arremesso de martelo (6 kg)  | Mihaela Melinte · Roménia                                                    | 70.26    | Simone Mathes · Alemanha                                                          | 64.38    | Lyn Sprules · Reino Unido                                                     | 61.70    |
| Lançamento de dardo          | Taina Uppa · Finlândia                                                       | 56.48    | Alina Serdyuk · Bielorrússia                                                      | 55.56    | Merja Pitkänen · Finlândia                                                    | 55.24    |
| Heptatlo                     | Kathleen Gutjahr · Alemanha                                                  | 6130     | Yuliya Akulenko · Ucrânia                                                         | 6117     | Diana Koritskaya · Rússia                                                     | 6014     |

## Quadro de medalhas
| Ordem | País          | Medalha de ouro | Medalha de prata | Medalha de bronze | Total |
| ----- | ------------- | --------------- | ---------------- | ----------------- | ----- |
| 1     | Rússia        | 7               | 3                | 5                 | 15    |
| 2     | Alemanha      | 5               | 8                | 7                 | 20    |
| 3     | Reino Unido   | 5               | 2                | 3                 | 10    |
| 4     | Itália        | 4               | 2                | 2                 | 8     |
| 5     | Finlândia     | 3               | 3                | 3                 | 9     |
| 6     | Chéquia       | 3               | 2                | 2                 | 7     |
| 7     | Polónia       | 2               | 5                | 4                 | 11    |
| 8     | Roménia       | 2               | 2                | 1                 | 5     |
| 9     | Espanha       | 1               | 4                | 1                 | 6     |
| 10    | Ucrânia       | 1               | 3                | 3                 | 7     |
| 11    | Bielorrússia  | 1               | 1                | 4                 | 6     |
| 12    | Países Baixos | 1               | 1                | 1                 | 3     |
| 12    | Portugal      | 1               | 1                | 1                 | 3     |
| 12    | Suécia        | 1               | 1                | 1                 | 3     |
| 15    | Bulgária      | 1               | 0                | 0                 | 1     |
| 15    | Dinamarca     | 1               | 0                | 0                 | 1     |
| 15    | Grécia        | 1               | 0                | 0                 | 1     |
| 15    | Hungria       | 1               | 0                | 0                 | 1     |
| 15    | Letónia       | 1               | 0                | 0                 | 1     |
| 15    | Iugoslávia    | 1               | 0                | 0                 | 1     |
| 21    | Suíça         | 0               | 2                | 0                 | 2     |
| 22    | França        | 0               | 1                | 4                 | 5     |
| 23    | Bélgica       | 0               | 1                | 1                 | 2     |
| 24    | Eslovênia     | 0               | 1                | 0                 | 1     |
| 25    | Noruega       | 0               | 0                | 1                 | 1     |
| 25    | Total         | 43              | 43               | 44                | 130   |

## Participantes por nacionalidade
Um total de 652 atletas de 37 países participaram do campeonato.
- Albânia (2)
- Armênia (1)
- Áustria (6)
- Bielorrússia (25)
- Bélgica (10)
- Bulgária (6)
- Croácia (3)
- Chipre (5)
- Chéquia (22)
- Dinamarca (3)
- Estónia (4)
- Finlândia (34)
- França (47)
- Alemanha (55)
- Reino Unido (31)
- Grécia (12)
- Hungria (27)
- Islândia (2)
- Irlanda (10)
- Israel (3)
- Itália (48)
- Letónia (7)
- Lituânia (4)
- Países Baixos (11)
- Noruega (15)
- Polónia (39)
- Portugal (10)
- Roménia (18)
- Rússia (60)
- Eslováquia (3)
- Eslovênia (9)
- Espanha (36)
- Suécia (30)
- Suíça  (10)
- Turquia (10)
- Ucrânia (27)
- Iugoslávia (7)